# 貝坎縣
貝坎縣（英語：Beckham County）是美國奧克拉荷馬州西南部的一個縣，西鄰德克薩斯州。面積2,344平方公里。根據美國2000年人口普查，共有人口19,799人。縣治塞爾 (Sayre)。
成立於1907年7月16日。縣名紀念肯塔基州第三十五任州長、第一位直選產生的聯邦參議員J·C·W·貝坎 (J. C. W. Beckham)。